# Schaff Zsuzsa
Schaff Zsuzsa (született Zsuzsanna, asszonynevén Sóbel Mátyásné, Budapest, 1943. október 28. – 2023. november 16.) Széchenyi-díjas magyar patológus, professor emeritus, az orvostudományok doktora, a Magyar Tudományos Akadémia rendes tagja, a Semmelweis Egyetem II. sz. Patológiai Intézetének volt igazgatója.

## Pályafutása
A Veres Pálné Gimnáziumban érettségizett 1961-ben, majd a Semmelweis Orvostudományi Egyetem Általános Orvosi Karán orvosi diplomát szerzett 1967-ben. 1966 és 1967 között mentőtisztként dolgozott az Országos Mentőszolgálatnál, 1967-ben központi gyakornok a Heim Pál Gyermekkórházban. 1968 és 1971 között egyetemi orvosgyakornok a SOTE  I. sz. Patológiai és Kísérleti Rákkutató Intézetében. 1971-ben patológus szakvizsgát tett Budapesten, az Orvostovábbképző Intézetben.
1971 és 1976 között a SOTE  I. sz. Patológiai és Kísérleti Rákkutató Intézetben egyetemi tanársegéd. 1976-ban elnyerte az orvostudományok kandidátusa címet. 1976 és 1982 között egyetemi adjunktus, 1982 és 1988 között egyetemi docens. 1987-ben az orvostudományok doktora lett. 1988-ban nevezték ki egyetemi tanárrá és 2000-ig a SOTE  I. sz. Patológiai és Kísérleti Rákkutató Intézetében dolgozott.
Toxikomorfológiai szakértői képesítését 1991-ben szerezte meg. Ugyanebben az évben elektronmikroszkópos szakértő lett (George Washington University, USA). 1992-ben hisztológiai-patohisztológiai-citológiai képesítést szerzett az Orvostovábbképző Egyetemen. 1994-ben habilitált a Semmelweis Orvostudományi Egyetemen, 2000-től 2008-ig a Semmelweis Egyetem II. Számú Patológiai Intézetét vezette.
Citopatológia szakvizsgát az Egészségügyi Felsőfokú Szakirányú Szakképzési és Továbbképzési Bizottságnál tett 2001-ben, molekuláris genetikai diagnosztika szakvizsgát ugyanitt, 2002-ben. Igazságügyi szakértő vizsgát tett 2000-ben. 2001 és 2004 között az Országos Patológiai Intézet igazgatójaként tevékenykedett. Korábban az Onkológiai és Sugárterápiás Szakmai Kollégium elnöke volt, jelenleg második ciklusban a Patológiai Szakmai Kollégium elnöke. Hosszú időn át a Magyar Onkológusok Társaságának titkára, majd elnöke volt. 2007-től a Patológiai Szakmai Grémium elnöke volt.

## Külföldi tanulmányutak, kutatási területei
1970-ben a párizsi Laboratoire de Biology Cellulaire intézetében járt tanulmányúton, melynek során a modern sejtbiológia alapjait tanulta. 1971 és 1973 között, valamint 1981 és 1983 között az Egyesült Államokban járt Bethesdában, a Nemzeti Rákkutató Intézetben (NCI), illetve minden évben 1-2 hónapot még az Egyesült Államokban töltött. Ez az időszak, illetve az ekkor kialakított kapcsolatrendszer alapvetően meghatározta pályafutását és a választott témákat is. Elsősorban a daganatkeltő vírusokkal, ezek sejtekre való hatásával kezdett el foglalkozni az ottani vezető munkacsoportokkal együttműködve.
A későbbiekben a májbetegségek felé fordult, ezen belül is elsősorban a különböző vírusok, így a hepatitis B- és hepatitis C-vírus daganatkeltő hatását vizsgálta az elmúlt 15-20 évben. Jelentős szerepe volt – amerikai munkatársaival együtt – a hepatitis C-vírus azonosításában. A májrákok területére vonatkozó patológiai felosztásai a nemzetközi kézikönyvekben alapirodalomként szerepelnek. 
Fő érdeklődési területe a vírus-sejt kölcsönhatás, ezen belül kiemelten a májgyulladást okozó vírusok, így a hepatitis-B és hepatitis-C vírus, és különösen ezek májrákot okozó hatása. Ezen a területen hazai és nemzetközi szinten is kiemelkedő munkát végzett. Jelentős szerepet vállalt a rákbetegek és az orvosok közti kapcsolat szorosabbá tételében és az ezzel kapcsolatos ismeretterjesztő munka fejlesztésében.
Tudományos közleményeinek száma kétszázon felüli, 50-60 könyvfejezetet írt, legutóbbi munkája a társszerkesztésben megjelent kétkötetes patológiakönyv. Kongresszusi és továbbképző előadásainak száma eléri a háromszázat.

## Díjai, kitüntetései
- Felsőoktatási Tanulmányi Érdemrend (1968)
- a Magyar Gasztroenterológus Társaság Díja (az év legjobb közleményéért; 1970)
- a Magyar Onkológusok Társasága Kutatási Díja I. fokozata (1974)
- Nívódíjas könyv: Schaff Zsuzsa, Lapis Károly: Histopathological Examination of Liver Biopsies, (Medicina, Budapest, 1976)
- Kiváló Munkáért díj miniszteri kitüntetés (1981)
- Per Hedlum emlékelőadás díja, (Göteborg, 1985)
- Jendrassik-díj (1987)
- Markusovszky-díj (1990)
- Kiváló Diákköri Oktató (1990)
- a SOTE Kiváló Oktató I. fokozata (1995)
- Krompecher-emlékérem (Magyar Onkológusok Társasága) (1998)
- Novicardin-díjat kapott 1999-ben
- Batthyány-Strattmann László-díj (1999)
- Hetényi Géza-emlékérem (2000)
- a George Weber Alapítvány Díja (2001)
- Baló József-emlékérem (2002),
- Az egészségügyi, szociális és családügyi miniszter díszoklevele (2003)
- Markusovszky-díj (2004)
- Akadémiai Díj (2006)
- a Medicina Könyvkiadó Nívódíja (2006)
- a Hemingway Alapítvány Dr. Szabó György Orvostudományi Díja (2007)
- Széchenyi-díj (2014)
- Magyar Érdemrend középkeresztje (2021)[3]
- Semmelweis Ignác-díj (2022)

## Tudományos bizottsági funkció Magyarországon
A Magyar Onkológusok Társaságának elnöke 1991 és 1993 között; a Hepatologiai Sectio (HASL) titkára1986-tól; a Magyar Patológusok Társasága vezetőségi tagja 1991-től; a Semmelweis OTE Klinikai Bizottságának tagja 1994 és 1998 között; a Kísérleti Onkológia c. PhD alprogramvezetője 1994-től; a Folia Hepatologica tudományos folyóirat szerkesztőbizottsági tagja 1998-tól; a Pathology Oncology Research tudományos folyóirat szerkesztőbizottsági tagja 1995-től; az ETT Onkológiai Bizottságának elnöke 1996-tól; az Orvosi Hetilap szerkesztőségi tagja 2001-től; az Uro-Onkológia tudományos folyóirat szerkesztőbizottsági tagja 2004-től; 2008 és 2012 között az OTKA Klinikai Orvostudományi zsűrijének tagja (2010-ben egy évig megbízott elnöke), melynek 2012 januárja óta elnöki tisztségét töltött be.

## Tudományos bizottsági funkció külföldön
A European Hepatocarcinogenesis Association tagja, International Advisory Board Member, 1987-től; az American Registry of Pathology tagja 1992-től; a European Association for Cancer Research tagja 1992-től; a European Association for Cancer Research tanácskozó tagja 2000 és 2002 között.

## Kollégiumi tagság
Az Onkológiai és Sugárterápiás Szakmai Kollégium elnöke 1995 és 1999 között; a Gasztroenterológiai Szakmai Kollégium tagja 1992-től; a Patológiai Szakmai Kollégium tagja 1995 és 1999 között; a Patológiai Szakmai Kollégium elnöke 2000-től; ; az International Academy of Pathology Magyar Divíziójának tagja 1995-től; az International Academy of Pathology Magyar Divíziójának elnöke 2005-től.

## Tudományos munkái
Schaff Zsuzsa, Lapis Károly: Histopathological Examination of Liver Biopsies, Medicina, Budapest (1976); Kopper L., Schaff Zs.: Patológia 1-2., Medicina Könyvkiadó Rt. Budapest (2004); 199 folyóiratban megjelent referált közlemény; 188 megjelent absztrakt, illetve előadás; 57 könyvfejezet.

## Lásd még
- Batthyány-Strattmann László-díjasok listája